# Стефан Хованець
Стефан Хованець (пол. Stefan Chowaniec, нар. 23 квітня 1953, Новий Торг) — польський хокеїст, що грав на позиції крайнього нападника. Грав за збірну команду Польщі.

## Ігрова кар'єра
Професійну хокейну кар'єру розпочав 1969 року.
Усю професійну клубну ігрову кар'єру, що тривала 14 років, провів, захищаючи кольори команди «Подгале». У складі «Подгале» провів 450 матчів та закинув 292 шайби. З 1982 по 1987 виступав за німецькі клуби ХК «Аугсбургер», «Ландсберг» та «Дінслакен».
У складі національної збірної Польщі провів 172 матчі (50 голів); учасник чемпіонатів світу, тричі виступав на зимових Олімпіадах 1972, 1976 та 1980 років. На призу Известий 1973 Стефан закинув шайбу в ворота збірної Фінляндії (1:1).

## Досягнення
- Чемпіон Польщі — 1971, 1972, 1973, 1974, 1975, 1976, 1977, 1978, 1979.
- Найкращий гравець чемпіонату — 1974.